# Laophila
Laophila is een geslacht van vlinders van de familie spanners (Geometridae), uit de onderfamilie Ennominae.

## Soorten
- L. icasta Turner, 1919
- L. isocyma Meyrick, 1892
- L. odontocrossa Turner, 1906
- L. sabulicolor Turner, 1919
- L. spodina Meyrick, 1892